# 千斤拔
千斤拔（学名：Flemingia philippinensis）为豆科千斤拔属下的一个种。

## 扩展阅读
- 維基物種上的相關：千斤拔